# Lestime
Lestime est une association féministe de femmes lesbiennes en Suisse romande. 
Issue du Groupe lesbien (GL) du Mouvement de libération des femmes (MLF), l'association, qui est d'abord un groupement informel, est tout d'abord appelée Centre Femme puis Centre Femme Natalie Barney (CFNB), avant d'adopter son nom actuel Lestime en 2002, lors de son installation dans le quartier des Grottes à Genève.

## Histoire

### Lien et distanciation avec le MLF à Genève
Le Mouvement de Libération des Femmes à Genève voit officiellement le jour en février 1971 avec le Front des Bonnes Femmes et inclut rapidement une section appelée Groupe Lesbien Genevois (GL). En juin 1972 le groupe publie un tract sur l'homosexualité intitulé Hétéros on est navrées de vous gêner ! et signe du nom du collectif Sapho s'en fout. Ce tract pose la question de la relation du GL au MLF en provoquant la première discussion politique de cet ordre en assemblée générale. Entre autres, les lesbiennes du groupe écrivent dans ce tract « Nous en avons marre d'être tolérées intellectuellement » et « Plus tu réprimes ta propre homosexualité, plus tu nous opprimes. Non à la sexualité à sens unique ! »
Lors d'une réunion publique du MLF à Annemasse, les femmes du MLF se défendent d'être lesbiennes face aux accusations du public, ce qui est perçu comme un manque de solidarité par les membres du GL. Une prise de position critique intitulée La minorité silencieuse vous parle est adressée au comité du MLF le 7 décembre 1972. Le GL entame une critique de l'hétérocentrisme perçu dans le mouvement féministe par le refus d'aborder les questions de la sexualité, et partant des homosexualités. En ce sens il s'inscrit dans l'histoire du mouvement LGBT en Suisse. 

### Création du centre Natalie Barney

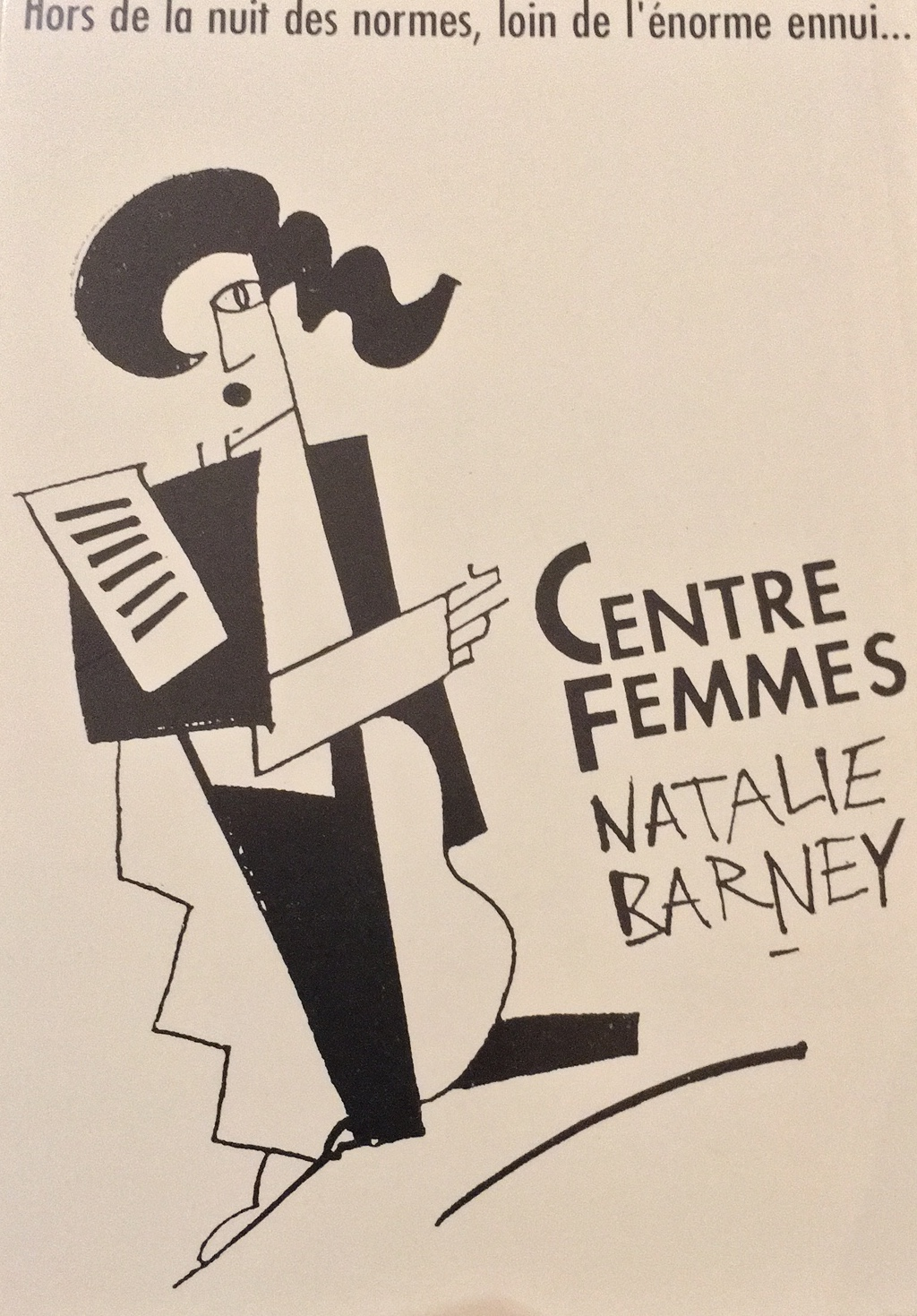
Visuel pour le Centre Femmes Natalie Barney réalisé par Christiane Parth

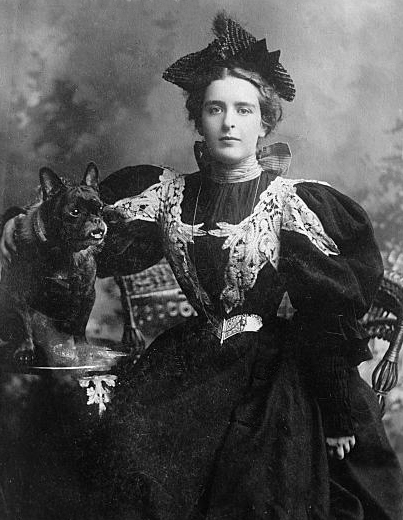
Natalie Barney

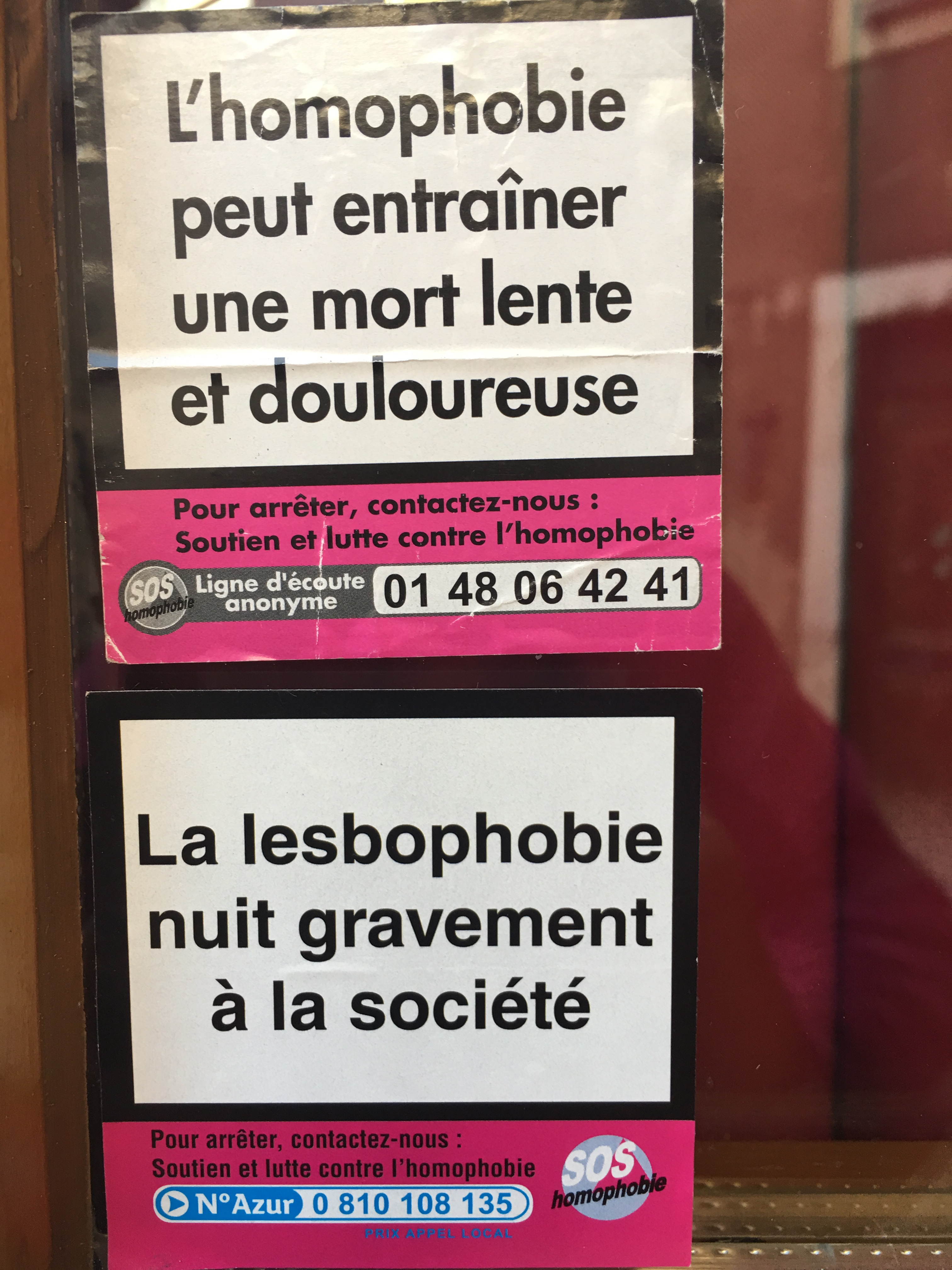
Devanture Lestime

Après l'occupation du café Papillon en 1976 par le MLF dans le quartier des Grottes à Genève, qui revendique un Centre Femme, lieu de réunion pour les féministes, le Centre Femme Natalie Barney (CFNB) voit le jour au boulevard Saint Georges à Genève, le nom faisant référence à l'écrivaine lesbienne Natalie Clifford Barney. Le CFNB reste à cette adresse de 1977 à 1989, et est investi par la communauté des féministes lesbiennes, qui y organisent notamment le Bal des Chattes Sauvages. Le CFNB déménage ensuite à Champel avenue Peschier. En 1992, une subvention de la ville de 15 000 francs suisses lui est accordé afin d'assurer une permanence téléphonique aux femmes homosexuelles et de prodiguer des renseignements concernant le VIH.
En 1993, le comité du centre dénonce des propos diffamatoires attribués à Jean Ziegler. Le CFNB prend régulièrement position pour dénoncer l'homophobie dans les médias et revendique une identité naissante et autonome des lesbiennes suisses romandes, tiraillées entre les identités féministes et gays.
En 1997, le CFNB soutient une émission locale intitulée One to One et consacrée à l'homosexualité féminine et masculine.
Le CFNB emménage de 1998 à 2002 dans la périphérie de Genève au Lignon, mais ce lieu est peu apprécié car trop excentré.

### Fondation de Lestime en 2002
Le Centre Femmes Natalie Barney déménage au 5 rue de l'Industrie dans des locaux trouvés par Nathalie Naef. Un concours est lancé via le site web de l'association pour trouver un nouveau nom, et Lestime est choisi. La présidente est alors Catherine Gaillard, conteuse suisse. Carole Roussopoulos réalise un film sur l'association afin de célébrer ses nouveaux locaux et intitulé Qui a peur des amazones, inspirée par le spectacle de Catherine Gaillard Les Amazones.

## Engagements politiques et sociétaux
Après la distanciation politique du MLF genevois, qui n'empêche pas des personnalités phares appartenant à la fois au MLF et au GL, telles que par exemple Rina Nissim, d'en regretter l'éloignement et l'engagement féministe, Lestime intègre sa double appartenance au mouvement féministe d'une part, et au mouvement LGBT d'autre part. 
Le 8 avril 2002, Lestime participe à la manifestation Pour un droit d'asile aux personnes persécutées pour des raisons d'identité sexuelle.